# Stora Äggsjön
Stora Äggsjön är en sjö i Marks kommun i Västergötland och ingår i Rolfsåns huvudavrinningsområde.